# Велика базилика
Велика базилика (на латински: Basilica maior) е титул, който носят 6-те най-висши по ранг църкви на Римокатолическата църква.
Четири от великите базилики се намират в Рим:
- Сан Джовани ин Латерано
- Свети Петър
- Сан Паоло фуори ле Мура
- Санта Мария Маджоре.

Останалите велики базилики са в италианския град Асизи:
- Сан Франческо
- Санта Мария дели Анджели